# Willi Mapu

Imagen del Meli Witran Mapu. Hacia abajo de la imagen esta el Willimapu.

Willi Mapu, Willimapu (del mapudungún: Willi Mapu ‘Tierra del Sur’) o Futahuillimapu (‘Gran tierra del sur’) es la denominación mapuche de las tierras que quedaban al sur de las que habitadas en el Meli Witran Mapu, El espacio mapuche como estructura horizontal. Existe ahí el Willi kürüf (del mapudungún: Willi kürüf ‘viento sur’) que es el principio de la máxima pureza o Küme Kürüf, el mejor de los Ngen-kürüf. Siempre fue el más extenso y el menos habitado. Sus habitantes tradicionales son los huilliches (del mapudungún: williche ‘gente del sur’)

## Descripción
Willi Mapu (tierra del sur) está basado en las regiones de Los Ríos y Los Lagos, Chile, entre el río Toltén y el seno de Reloncaví. Está habitado por los huilliches o gente del sur quienes se encuentran más específicamente entre el río Toltén, el seno de Reloncaví y Chiloé.
Se estima que en 1535 vivían alrededor de 180 000 indígenas en la zona. Ya en el siglo XVIII, cuando este territorio estaba libre de dominio extranjero, su parte occidental, correspondiente a la cordillera de la Costa y sus estribaciones, estaba habitada por los llamados cuncos, mientras que los propios huilliches habitaban las llanuras de la parte oriental correspondiente al Valle Central.
Tras la destrucción de Osorno en 1602, el Willimapu y toda la zona entre Valdivia y los asentamientos de Calbuco y Carelmapu permanecieron como territorio indígena independiente clausurado para los españoles. Por tanto, los españoles tenían poca información sobre este territorio y tenían que depender de rumores. Esta falta de conocimiento concreto del territorio alimentó las especulaciones sobre la mítica Ciudad de los Césares.
El territorio fue devastado por una milicia española en 1792. Al año siguiente se realizó el parlamento de Las Canoas entre españoles y huilliches. En esta reunión oficial, los jefes locales debieron aceptar la incorporación del Willimapu al imperio español y permitir que los españoles restablecieran la ciudad de Osorno. Como resultado del asentamiento de colonos chilenos y alemanes alrededor del río Bueno en el siglo XIX, los huilliches que vivían en el valle emigraron a la zona costera de la provincia de Osorno.
En esta región, la asociación con el Lafken Mapu es importantísima, según la cosmovisión mapuche, la cordillera de la Costa es un territorio sometido a las fuerzas negativas lo que convierte el wiño akun (del mapudungún: wiño akun ‘retorno a casa’) en un evento peligroso que requiere de rituales especiales para quienes desean aventurarse por dicha cordillera.

### El rewe del Willi mapu
El Rewe del Willimapu es labrado a modo de escalera que püram (del mapudungún: püram ‘sube’) al Willi Mapu mirando hacia el Puelmapu por donde nace Antú (del mapudungún: Antú ‘Sol’), semejante al rewe de la machi, porque son los territorios donde el poder(del mapudungún: newen ‘poder’)  del  kalfu (del mapudungún: kalfu ‘azul’) es fuerte.

### Guillatuwe
El guillatuwe es el espacio del campo sagrado, y en las zonas habitadas por los williche se define con ramas y 3 arcos (a diferencias de los otros Mapu), generalmente no se construyen ramadas y la comunidad permanece en el interior del círculo hasta que se realiza la rogativa.

## Composición física

### Willimapu propiamente tal
En la tierra de los sureños, entre el río Toltén y el río Bueno se ubicaban los siguientes ayjarewes:
- Maricünga o Mariquina
- Chesque
- Huenuhue
- Naghtoltén
- Quele
- Pidhuinco
- Huadalafquén
- Riñihue
- Quinchilca
- Cudico
- Collico
- Daghlipulli
- Quechurehue
- Ranco

### Chawra kawin
La región al sur del río Bueno ha sido llamada Futa Willi Mapu (del mapudungún: Futa Willi Mapu ‘Gran Territorio del Sur’)  o Chawra kawin (del mapudungún: Chawra kawin ‘Junta de la chaura’). La chaura es un arbusto enano que crece principalmente en la zona andina desde Santiago a Magallanes, entre los 400 y 2.500 m sobre el nivel del mar.
Entre el río Bueno y el Seno de Reloncaví se ubicaban los siguientes ayjarewes:
- Coihueco
- Cunco
- Quilacahuín
- Trumao
- Lipihue
- Melipulli
- Lepilmapu
- Carelmapu
- Calbuco

### Füta Wapi Chilwe
Corresponde a la zona de Chiloé. Limitaba al norte con el canal de Chacao, al sur con el golfo Corcovado, al este con la cordillera de los Andes en el Chiloé continental y al oeste con el océano Pacífico. Este fue sometido rápidamente por los españoles conformando pueblos de indios y potreros realengos.

## El pueblo huilliche
WILLICHE KIPANCHE. (EL PUEBLO WILLICHE)
Ti Williche Kipanche mulekey fillantu ta ñi kisu mapu Futa Willi Mapu pingelu ka ngey ti Maringechi Troki Mapu "Pu Weiko" fachiantu.
Ti Futa Willi Mapu yechi Lanko ka Pangipulli mo ka akuy fante ta Futa Wapi Chilwe.
Chilwe Wapi mo müley alün pu Williche Chafun, ñidolkechi Kellon Mapu mo.
Kiñeke Chafun ngey Koiwin Kompu meu, Waipulli Rangi Chadmo meu, Weketrumao Chadmo meu, Koi Koi ka Kerempulli Koinko meu, Inkopulli Yaldad meu ka Tuweu Blanchard meu.

EL PUEBLO WILLICHE.
El Pueblo Williche ha vivido siempre en su propia tierra denominada Futa Willi Mapu o Gran Territorio del Sur y que es la actual Décima Región de los Lagos.
El Futa Willi Mapu comienza en Lanco y Panguipulli y llega hasta la Isla Grande de Chiloé.
En la Isla de Chiloé hay muchas Comunidades Williche, principalmente en la comuna de Quellón.
Algunas Comunidades son Koiwin de Compu, Waipulli de Chadmo Central, Weketrumao de Chadmo, Koi Koi y Kerempulli de Coinco, Inkopulli de Yaldad y Tuweu de Blanchard.
 Hugo Antipani Oyarzo 

Al parecer, en el siglo XV, una parte de los huilliches se trasladó al norte y centro de la isla Grande de Chiloé, donde adquirieron algunos rasgos de los pueblos del área sur (chonos) y pasaron a ser conocidos como cuncos.

## Ocupación
Los territorios situados al sur de San José de la Mariquina – Panguipulli y hasta el Seno de Reloncavi,  fueron ocupados progresivamente por los españoles desde el siglo XVI hasta el siglo XVIII.  La creación de Valdivia y Osorno por España tuvo su término con la Rebelión Mapuche de 1598. Valdivia fue recuperada en 1600 y Osorno quedó libre en 1604, replegándose las fuerzas huincas a Calbuco y Carelmapu en la Canal de Chacao. Desde estas posiciones los españoles desarrollaron -a lo largo de todo el siglo XVII- la guerra esclavista contra los mapuches, despoblando progresivamente el Willi Mapu hasta dejarlo casi desierto.

### En la actualidad

#### Chile
En la actualidad, se considera huilliche la población indígena que habita desde la Provincia de Valdivia hasta el sur de Chiloé. En Chile las comunidades actuales más representativas se encuentran ubicadas principalmente en la costa de Osorno Maicolpué, San Juan de la Costa, Pucatrihue, Caleta Huellelhue, Caleta Cóndor entre otras.

#### Argentina
En la República Argentina las comunidades huiliches se encuentran ubicadas en los departamentos Lácar, Collón Curá, Huiliches y Catán Lil de la Provincia del Neuquén.

## Música del Willi Mapu
En formato MP3.
Ulkantun Gülkantun  que es un Canto Ceremonial Williche para pedir a la Ñuke Mapu, que responda con la siembra y con el canto, con solidaridad humana y ruego a Chau Ngünechen.
- Feulá / en esta hora (enlace roto disponible en Internet Archive; véase el historial, la primera versión y la última)..
- Chaume weín/ vamos al encuentro (enlace roto disponible en Internet Archive; véase el historial, la primera versión y la última).
- Ñaumen pu llaukén / alegría por los regalos  (enlace roto disponible en Internet Archive; véase el historial, la primera versión y la última).
- Ka mapu / la tierra (enlace roto disponible en Internet Archive; véase el historial, la primera versión y la última).
- Traweli campana / sonó la campana (enlace roto disponible en Internet Archive; véase el historial, la primera versión y la última).
- Música williche del Lago Maihue.